# Печатники (електродепо)
55°42′02″ пн. ш. 37°43′02″ сх. д. / 55.70056° пн. ш. 37.71722° сх. д.
Електродепо «Печатники» (ТЧ−15) (рос. Электродепо «Печа́тники») — електродепо Московського метрополітену, обслуговує Люблінсько-Дмитрівську лінію. Введено в експлуатацію 28 грудня 1995. Має гейт із залізничною станцією «Южний порт».

## Історія
Спочатку «Печатники» було укомплектовано семивагонними потягами, частково новими виробництва Митищинського заводу, а здебільшого — що раніше працювали в депо ТЧ-10 «Свіблово» . Окремі вагони в ТЧ-15 надійшли з депо ТЧ-8 «Варшавське» (вагон № 10167) і «Калузьке» (потяг 10188-11317-11343-11344-11345-11346-11347-10189). Незабаром з'ясувалося, що зібраний в депо парк виявився надлишковим для невеликих обсягів руху на Люблінській лінії, і в 1998 році кілька вагонів з «Печатників» були передані назад в «Свіблово». У 1999—2000 роках 25 вагонів з «Печатників» пішли в депо «Північне», звідки вони були передані у «Владикіно» (позначалося жахливе техобслуговування нових вагонів в ТЧ-15).
У липні 1998 року в депо почалася експлуатація нових потягів типів 81-720.1/721.1 «Яуза». Вагони цього типу надходили в «Печатники» в середньому по 1-2 потяги на рік, проте через численні технічні проблеми з 57 існуючих на сьогоднішній день вагонів даного типу було сформовано тільки 6 семивагонних потягів, з яких одночасно на лінію виходили не більше двох або трьох. Регулярна експлуатація вагонів типів 81-720/721 почалася на Люблінській лінії тільки у 2004 році після зменшення інтервалу руху поїздів на лінії і появи реальної необхідності наявності всіх приписаних до депо потягів в працездатному стані. У 2005 році почалася експлуатація вагонів 81-720.1/721.1.
На початку 2000-х років планувалося повністю перевести депо «Печатники» на вагони типу «Яуза», проте, враховуючи непросту історію впровадження нових вагонів в цьому депо, електродепо «Печатники» було доукомплектовано «номерними» потягами 81-717.5М/714.5М. У 2008—2009 роках всі потяги 81-720/721 були передані в ТЧ-7 «Замоскворіцьке» для обслуговування у шестивагонному виконанні Каховської лінії, за винятком неробочих вагонів, що простоюють ще з 2004 року через тріщин в кріпленнях тягових двигунів.
Восени 2011 року під продовження лінії в депо надійшли нові вагони 81-717.6/714.6.

## Лінії, що обслуговує депо
| Лінія                        | Роки   |
| ---------------------------- | ------ |
| Люблінсько-Дмитрівська лінія | з 1995 |

## Рухомий склад
| Тип вагонів                      | Роки      |
| -------------------------------- | --------- |
| 81-717.5/714.5, 81-717.5М/714.5М | з 1995    |
| 81-720/721 «Яуза»                | 1999–2008 |
| 81-720.1/721.1 «Яуза»            | 2005—2019 |
| 81-717.6/714.6                   | з 2011    |
| 81-760/761 «Ока»                 | 2016      |